# Markus Lehmann-Horn

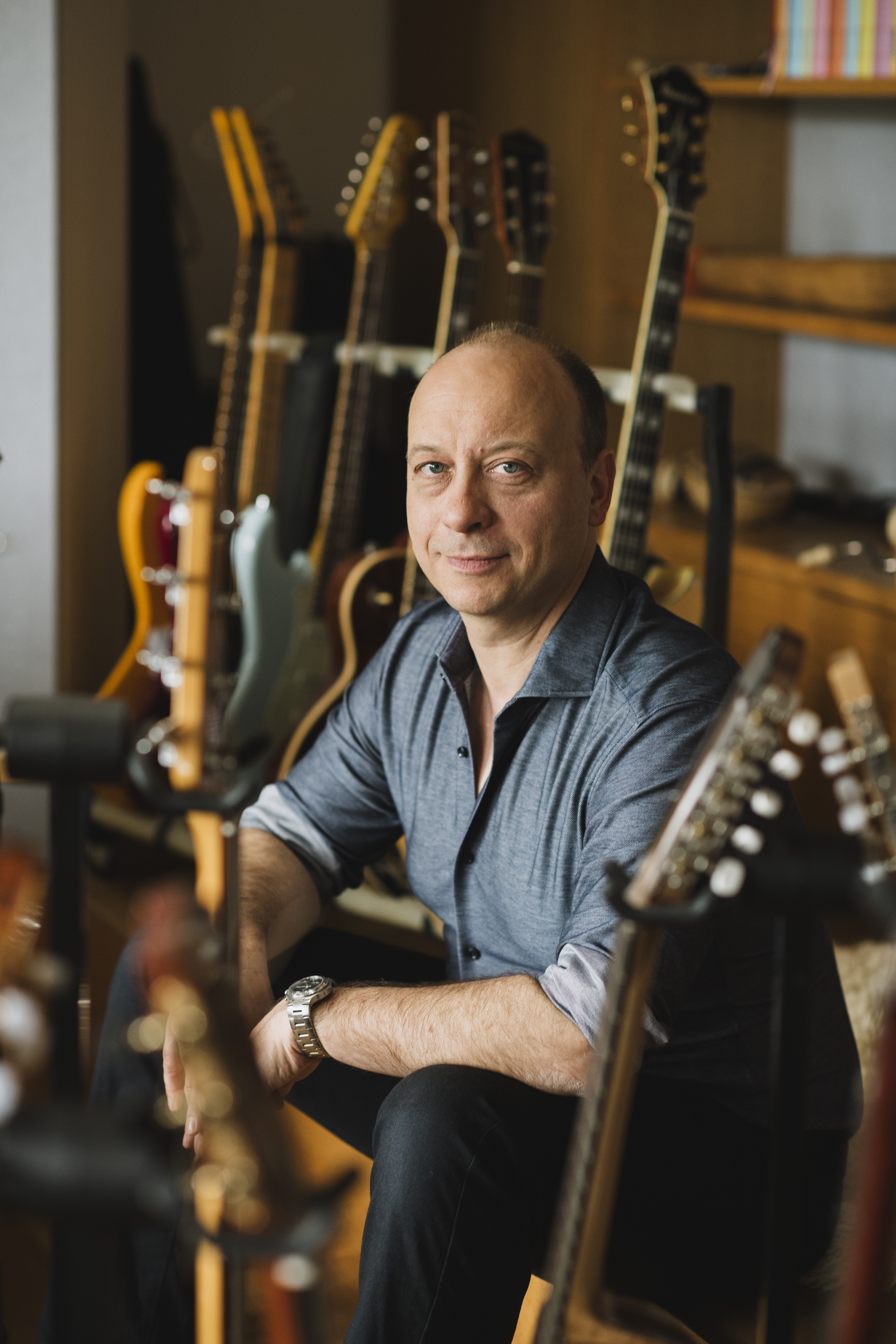
Markus Lehmann-Horn (2023)

Markus Lehmann-Horn (* 7. Januar 1977 in München) ist ein deutscher Komponist. Sein Schaffen umfasst Werke von zeitgenössischer Musik bis hin zu Filmmusik, Jazz und Rock. Dabei setzt er neben traditionellen auch elektronische und experimentelle Kompositionstechniken ein und widmet sich auch der technisch-klanglichen Produktion und Ausgestaltung seiner Kompositionen.

## Biografie
Lehmann-Horn nahm ab 1984 Klavierunterricht, daneben Gitarrenunterricht, spezialisierte sich aber bald auf Gitarre und E-Gitarre. Er lernte bei Abi von Reininghaus und Gunnar Geisse in München sowie bei Michael Arlt in Würzburg. Nach seinem Abitur 1996 am Gymnasium Geretsried arbeitete Lehmann-Horn als freischaffender Gitarrist, spielte zahlreiche Studioaufnahmen und Konzerte mit verschiedenen Ensembles und als Gastmusiker und schrieb erste Kompositionen. Ab 2000 nahm er Kompositionsunterricht bei Tobias PM Schneid in Neuburg an der Donau und studierte von 2003 bis 2007 Komposition für Film und Fernsehen an der Hochschule für Musik und Theater München. Im Herbst 2007 begann er die Meisterklasse im Fach Komposition bei Heinz Winbeck in Würzburg, die er abschloss. Lehmann-Horn komponierte Auftragswerke u. a. für die Münchner Opern-Festspiele, die Bayerische Akademie der Schönen Künste, die Kasseler Musiktage, das Siemens Arts Programm, den Windsbacher Knabenchor, die Neue Oper Wien und das Münchner A•DEvantgarde-Festival.
Lehmann-Horn ist ein stilistischer Grenzgänger, sein Interesse gilt gleichermaßen der zeitgenössischen Avantgarde wie auch den Klängen und Stilistiken der Popmusik. So schrieb zahlreiche Filmmusik-Kompositionen (mit Schwerpunkt auf Dokumentarfilme) für nationale und internationale Filmproduktionen und wurde dafür u. a. mit dem Franz-Grothe-Preis 2009 ausgezeichnet. Er erhielt mehrfache Nominierungen und eine Auszeichnung für die beste Filmmusik beim jährlichen internationalen „Jerry Goldsmith-Award“ in Spanien sowie eine Nominierung für den International Emmy (2012).
2009 bekam er den Gerhard Schedl Musiktheaterpreis der Neuen Oper Wien, 2010 den Berliner Opernpreis, 2011 den Hindemith-Preis. Lehmann-Horn ist Stipendiat des Freistaates Bayern an der Cité Internationale des Arts, Paris. 2012 erfolgte die Uraufführung der Oper „Woyzeck 2.0“ mit der „Neuen Oper Wien“ in der Wiener Kammeroper. Im Dezember 2013 kam das neue Chorwerk „Sonat Vox Laetitiae“ mit dem Windsbacher Knabenchor zur Uraufführung, im Februar 2014 wurde das Schlagzeugkonzert „Rot…“ mit der NDR Radiophilharmonie in Hannover uraufgeführt. Im März 2016 wurde Lehmann-Horns erste Sinfonie „Verloren in Wien“ während der 6. Brandenburger Biennale unter der Leitung von Peter Gülke uraufgeführt. Lehmann-Horns Musik wurde u. a. vom Ensemble Triolog, Minguet Quartett, BR Rundfunkorchester, NDR Radiophilharmonie, Schleswig-Holstein Festival-Orchester gespielt.
Von 2009 bis 2017 unterrichtete Lehmann-Horn als Lehrbeauftragter für „zeitgenössisches Komponieren und Produzieren“ an der Hochschule für Musik und Theater München.
Lehmann-Horns Werke werden beim österreichischen Musikverlag Doblinger verlegt. Er ist mit der Opernsängerin Sibylla Duffe verheiratet und lebt mit seiner Familie in Starnberg im Süden Münchens, wo er auch ein eigenes Tonstudio betreibt.

## Ehrungen
- 2008 / 2009 / 2010 Jerry Goldsmith Award (nom. / nom. / gewonnen)
- 2009 Franz Grothe-Förderpreis für Filmmusik 2009
- 2009 Gerhard Schedl Musiktheaterpreis der „Neuen Oper Wien“ und der BNP Paribas Stiftung 2009
- 2009 Berliner Opernpreis
- 2009 „music & culture International Competition for composers 2009“ für „Toccata…“ für Soloklavier
- 2011 Hindemith-Preis
- 2012 International Emmy 2012 für „Wettlauf zum Südpol“ (nom.)
- 2014/15 Stipendiat an der Cité International des Arts in Paris, Stipendium des Freistaates Bayern
- 2016 Preisträger der 6. Brandenburger Biennale
- 2024 Deutscher Filmmusikpreis (nom.)

## Kompositionen für Konzert und Bühne

### Werke (Auszug)
- Monophonia – für großes Orchester (2003)
- La Vita – für Orchester (2003)
- Le Cinema le Train – für Klaviertrio und Bandzuspielung (2003)
- Berlin-Mitte – für Harfe, Klarinette und Vibraphon (2004)
- Elemente – drei Welten (2004) für Ensemble
- Leave ’em laughing – für Jazzseptet (2004)
- Im Wald und auf der Heide – für Mezzosopran und Horn (2005)
- Blau – für Orchester (2005/2006)
- Schatten – Trilogie für Klavier (2006)
- 1. Streichquartett (2006)
- Lieder für Sopran und Orchester (2006, 2008)
- Fanfaren für Hornquartett (2007)
- Phönix-Trio für Harfe, Flöte und Viola (2007)
- Duo für Violine und Violoncello (2007)
- Ode an die Freude – Für Gemischten Chor (2008)
- Magnificat – Für Sopran und Symphonieorchester (2008)
- Karussell – Drei Intermezzi für Klavier (2008)
- Tocatta… – für Klavier Solo (2008)
- Solo auf Kontrabassklarinette (2009)
- Erregung 1 – für Ensemble (2009)
- 2. Streichquartett „Puls“ (2009)
- Oper „Woyzeck 2.0“ (2009–2011)
- Rot… Konzert für Solo-Percussion und großes Orchester (2010/11)
- Falling für Ensemble (2011)
- Solo für kleine Trommel, Trillerpfeife und Fuß (ein Spieler) (2012)
- „Die Sterne des Himmels fielen auf die Erde...“ - für Orgel  (2012, Auftragswerk der int. Orgelwoche Nürnberg)
- Sonat Vox Laetitiae - für gemischten Chor und Harfe (2013, Auftragswerk des Windsbacher Knabenchores)
- Adventurer - (2015, für sinfonisches Blasorchester)
- 1. Sinfonie „Verloren in Wien“ (2012/2016)
- Abtauchen für Solo-Gitarre (2017)
- Konzert für Viola, Schlagzeug und Kammerorchester (2017/18)
- Tempel für Solo-Gitarre (2018)
- „Wenn ich einmal der Herrgott wär“ (2018, für Ensemble)
- Encounters for Piano, Electronics and Strings (2019)
- Clouds and Fragments für Streichquartett (2019)
- Himmel über Prohlis – für 16 Alphörner, neun Trompeten, vier Tuben und vier Schlagzeuger (2019/20, Auftragswerk der Dresdner Sinfoniker)
- Hotel Giesing – das Viertel bleibt dreckig – „dunkeldeutsches Singspiel“ für die Freiheit der Kunst. Texte von Cornel Franz. (2019/20)
- Drowning (2021, für zwei Schlagzeuger)
- „Eine Empörung“ -  für gr. Orchester (2021, Auftragswerk der Münchener Philharmoniker)
- Nicht Fallen. Für Blechbläserquintett (2022, Auftragswerk des Gewandhaus Brass Quintetts)
- Dark Blue Notes -  for Piano (2022)
- Machines eat up Nature (2022, für Percussion ensemble)
- Utopian Melodies - yelling at Me! (2022, Auftragswerk der Dresdner Sinfoniker)
- STUCK! (2023, für Klaviertrio)
- f..A..lling. l..I..nes. (better stay human) - für acht Hörner, vier Trompeten, vier Tuben und vier Schlagzeuger (2024, Auftragswerk der Dresdner Sinfoniker)

## Kompositionen für Film und Fernsehen (Auszug)

### Spielfilme
- 2006 TKKG – Das Geheimnis um die rätselhafte Mindmachine (Regie: Tomy Wigand; Bavaria Film)
- 2007 Kleptomaniac (Reg. Steffen Zacke)
- 2007 Der Ruf der Geckos (Regie: La Van Phuong; BR, Schweizer Fernsehen)
- 2010 Die Hummel (Regie: Sebastian Stern; Loopfilm; Bayrischer Filmpreis für Regie)
- 2011 Ein Leben auf Probe (Regie: David Emmenlauer)
- 2013 Fräulein Else (Regie: Anna Martinetz)
- 2016 Der Hund begraben, Reg. Sebastian Stern
- 2016 Neandertaler (4-Teilige Serie, Reg. Peter Gersina)
- 2017 Eva über Bord (Reg.: Peter Gersina; ARD Degeto)
- 2017 Zaun an Zaun (Reg.: Peter Gersina; ARD Degeto)
- 2018 Schwiegereltern im Busch
- 2019 Servus, Schwiegersohn! (Regie Mike Marzuk | ARD Degeto)
- 2021 Servus, Schwiegermutter! (Reg: Sinan Akkuş, | ARD Degeto)

### Dokumentarfilme
- 2007 Update 2057 – Unser Leben in 50 Jahren (Reg.: div., ZDF, Arte, Phönix, BBC; Dreiteiler)
- 2009 Kampf um Germanien (Reg.: Christian Twente; ZDF, Arte; Zweiteiler)
- 2011 Der Wettlauf zum Südpol (Reg. Oliver Halmburger; ZDF)
- 2011 Fairytale – Die Herren der Spiele (Reg. Uta Bodenstein; BR)
- 2012 Konrad Adenauer – Stunden der Entscheidung (Reg.: Stefan Schneider; ARD)
- 2013 Der zündende Funke (Reg. Stefan Schneider, ZDF, Arte)
- 2013 Planet Deutschland (Reg. Stefan Schneider; Polyband, ARD, Arte)
- 2014 Unter dem Hammer der Nazis (Reg. Oliver Halmburger, Loopfilm, ZDF)
- 2014 Der Gigant (Reg. Oliver Halmburger, Loopfilm, ZDF)
- 2015 Vulkane – schlafende Riesen (2-Teiler, Reg. Stefan Schneider, ZDF, Arte)
- 2015 Die Piraten des Kaisers – Die Wolf (Reg. Oliver Halmburger; ZDF)
- 2015 Wie wir wurden, was wir sind  Eine Geschichte Südwestdeutschlands (7-Teiler, Reg. div., SWR, Arte)
- 2017–20 Leschs Kosmos
- 2018 Faszination Wasser (2-Teiler, Reg. div., ZDF, Arte)
- 2019 Ein Flughafen am Ende der Welt (Reg. Roland May; 3sat)
- 2020 Mythos Trojanisches Pferd (Reg. Roland May; ARTE, ZDF)
- 2021 1806 – Die Nürnberg-Saga (Reg. Oliver Halmburger; BR)
- 2021 Europas tödlichste Grenze – Vergessene Opfer des Kalten Krieges (Reg. Oliver Halmburger; ARTE, ARD, ORF, BR, CTV)
- 2021/22 Das Uhrwerk des Lebens (Reg. Heike Nelsen, Florian Hartung; ZDF, ARTE; Zweiteiler)
- 2022 Wunderstoffe (3-Teiler, Reg. Jakob Kneser; ZDF/ARTE)
- 2022 1001 Nacht (Reg. Thomas Staehler, ZDF/ARTE)
- 2023 Hitlerputsch 1923 - Das Tagebuch der Paula Schlier (Reg. Oliver Halmburger, BR/ARD)
- 2023 Wasserfälle, Flussdeltas (Reg. Jakob Kneser, ZDF/ARTE)
- 2024 Nikola Tesla — Magier der Elektrizität (Reg. Martin Becker, ZDF)

### Experimentalfilme
- 2009 Showdown – eine Erregung (Reg.: Helmut Ott, Adevantgarde-Festival 2009)
- 2008 Karussell – Bande, DejaVu, Schaukel (Filme: Anna Martinetz)
- 2003 Le Cinema, Le Train (Heiko Daxl) Adevantgarde-Festival 2003 (Co-Autor: Tobias PM Schneid)